# Lysicles hippolytus
Lysicles hippolytus är en insektsart som beskrevs av Carl Stål 1877. Lysicles hippolytus ingår i släktet Lysicles och familjen Phasmatidae. Inga underarter finns listade i Catalogue of Life.